# 鷲崎健のアコギFUN!クラブ
『鷲崎健のアコギFUN!クラブ』（わしざきたけしのアコギファンクラブ）は、2017年4月21日からニコニコ生放送で配信されているインターネット生放送番組。

## 概要
ニコニコチャンネル「animeloLIVE!」の閉鎖に伴い企画され、2017年1月27日に配信されたニコニコ生放送『鷲崎健のアコギFUN!クラブ with 内田稔』の放送後、反響が大きかったため後に単独番組として企画された。

番組テーマを「アコギと、お酒と、トーク。ときどき、歌。」とし、鷲崎の演奏と共にお酒を飲みながらゆるゆると歌ったり喋ったりする番組となっている。

当初はスタジオライブ生放送の企画であったが第3回よりライブハウスより行う公開生放送の形式をとっている(月によってはスタジオライブ生放送になる場合もある)。
鷲崎パートはアニメソングを1曲は歌う決まりがあったが第3回以降その決まりはなくなり、鷲崎が(お遊びで歌った曲を除き)2～3曲ほど歌った後にゲストを呼び、ゲストパートは毎回歌うテーマを設けてそれに沿った楽曲を歌う。また、ライブハウスでの公開生放送の場合は生放送が終わった後におまけパートとして会場限定のライブが30分ほど行われる。
この番組は「鷲崎健のアコギFUN!クラブ」チャンネル会員限定放送となっており、非会員は冒頭のみ視聴可能である。

### 放送日
- ニコニコ生放送
  - 月一回金曜配信（2017年4月21日 - ）

### 出演
- 鷲崎健
- 内田稔 (第4回 -　) ※第20回は体調不良のため、第23回はスケジュールNGのため、第33回はインフルエンザのため、第52回は発熱のため欠席
- 青木佑磨(学園祭学園) (MC) ※第57回は腰痛のため欠席
- 市川太一(学園祭学園) (ベース)  (第54回 -　)

#### 演奏参加
- 市川太一(学園祭学園) (第8回、第9回、第15回、第16回、第19回、第26回、第31回、第33回)
- 阿部草介(学園祭学園) (第8回、第9回、第15回、第16回、第19回、第31回、第33回)
- 栗田優(学園祭学園) (第19回、第31回)
- 堀田充 (第19回、第57回)
- XiVa(妖精帝國) (第25回)

### 構成作家
- 八木たかお

## 公開生放送
- 2017年6月16日 (第3回放送) 、音楽実験室・新世界
- 2017年7月28日 (第4回放送) 、音楽実験室・新世界
- 2017年8月25日 (第5回放送) 、音楽実験室・新世界
- 2017年9月8日 (第6回放送) 、音楽実験室・新世界
- 2017年10月27日 (第7回放送) 、白金高輪SELENE b2
- 2017年11月17日 (第8回放送) 、音楽実験室・新世界
- 2017年12月15日 (第9回放送) 、音楽実験室・新世界
- 2017年1月12日 (第10回放送) 、音楽実験室・新世界
- 2018年2月2日 (第11回放送) 、音楽実験室・新世界
- 2018年3月16日 (第12回放送) 、音楽実験室・新世界
- 2018年4月20日 (第13回放送) 、音楽実験室・新世界
- 2018年5月18日 (第14回放送) 、恵比寿CreAto
- 2018年6月15日 (第15回放送) 、恵比寿CreAto
- 2018年7月13日 (第16回放送) 、恵比寿CreAto
- 2018年8月24日 (第17回放送) 、恵比寿CreAto
- 2018年9月14日 (第18回放送) 、恵比寿CreAto
- 2018年10月19日 (第19回放送) 、白金高輪SELENE b2
- 2018年12月7日 (第21回放送) 、恵比寿CreAto
- 2019年1月18日 (第22回放送) 、恵比寿CreAto
- 2019年2月22日 (第23回放送) 、恵比寿CreAto
- 2019年3月22日 (第24回放送) 、恵比寿CreAto
- 2019年4月26日 (第25回放送) 、恵比寿CreAto
- 2019年5月24日 (第26回放送) 、恵比寿CreAto
- 2019年7月12日 (第28回放送) 、恵比寿CreAto
- 2019年8月16日 (第29回放送) 、恵比寿CreAto
- 2019年9月27日 (第30回放送) 、恵比寿CreAto
- 2019年10月18日 (第31回放送) 、白金高輪SELENE b2
- 2019年11月22日 (第32回放送) 、恵比寿CreAto
- 2019年12月13日 (第33回放送) 、恵比寿CreAto
- 2020年1月31日 (第34回放送) 、HIT STUDIO TOKYO
- 2020年2月28日 (第35回放送) 、HIT STUDIO TOKYO ※2019新型コロナウイルスの感染拡大を受け現地観覧を中止[40]
- 2020年3月27日 (第36回放送) 、HIT STUDIO TOKYO ※2019新型コロナウイルスの感染拡大を受け現地観覧を中止[41]